# 关冕钧
关冕钧（1871年—1933年），字耀芹，号伯珩，广西苍梧县（今梧州）长洲岛人，清朝及中华民国政治人物。

## 生平

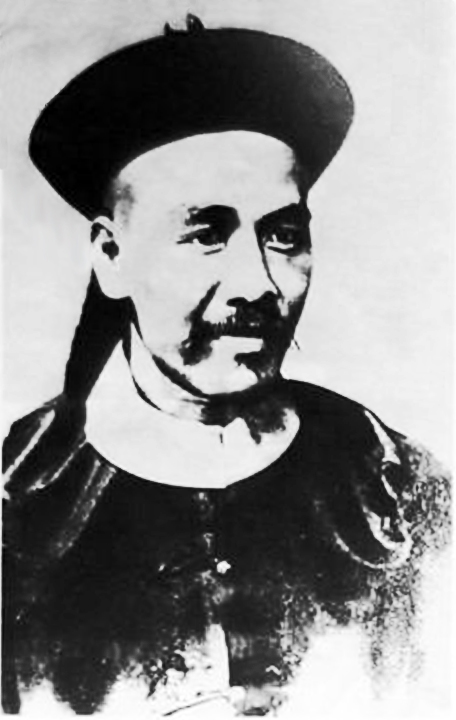

关冕钧是清朝光绪二十年（1894年）甲午恩科进士。同年五月，改翰林院庶吉士。光緒二十一年四月，散館，授翰林院編修；任邮传部候补参议。历充出使各国考察政治大臣参赞，京张张绥铁路总办，铁路议员。
中华民国成立后，他历任京张张绥铁路管理局局长，约法会议议员，获授四等嘉禾章，四等文虎章。1917年，他任梧州关监督。1919年，他参与护法运动中的南北议和，和梁士诒、林绍斐等人被大总统徐世昌派到广西等地疏通陆荣廷等西南军阀。后来他任塞北关监督直到1922年。此后在任晋北榷运局局长期间，他于1926年曾为堡子湾站题写站名“堡子湾车站”。
1933年，关冕钧在北平病逝。

## 著作
- 《三秋阁书画录》

## 家庭
- 父：关广槐，清光绪三年（1877年）进士[8]

## 延伸阅读
- 梧州人文丛书编委会，关冕钧，桂林：广西师范大学出版社，2010年